# Edwin Villafuerte
Edwin Alberto Villafuerte Posligua (Guayaquil, 1979. március 12. –) ecuadori válogatott labdarúgókapus.
Az ecuadori válogatott tagjaként részt vett a 2006-os világbajnokságon.